# Анна Фройд
Анна Фройд (3 грудня 1895 — 9 жовтня 1982) — австрійська психологиня, що значно розвинула психоаналіз: засновниця дитячої психоаналітичної психології (з Мелані Кляйн), дослідниця захисних механізмів психіки. Розбудовувала психоаналітичну теорію его. Донька Зиґмунда Фройда. Порівняно з його психоаналізом, праця Анни Фройд підкреслює важливість Еґо (Я) та можливість його соціального виховання.

## Життєпис
Народилася 3 грудня 1895 року у Відні шостою дитиною Зигмунда Фройда та Марти Бернайс. 

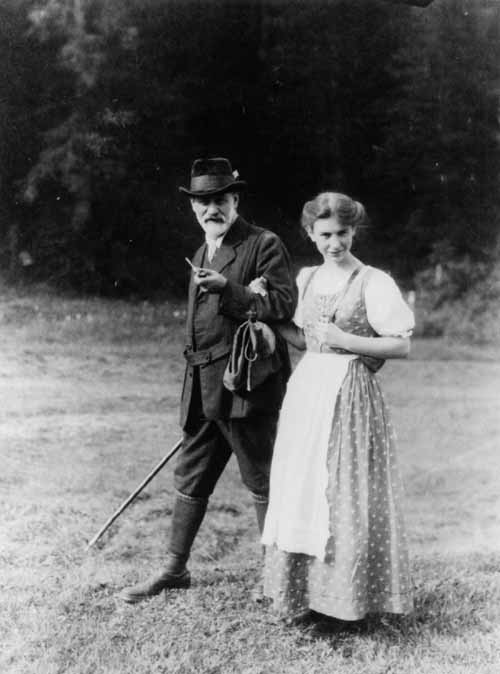
Анна Фройд з батьком (1913)

Мала порівняно нещасливе дитинство, позбавлене близьких відносин з матір'ю, вихована католицькою нянькою Джозефіною та мала слабке здоров'я. Мала складнощі у порозумінні з рідними, особливо з сестрою Софі (а також з двоюрідною сестрою Сонею Тріервайлер, що мала на неї «поганий вплив»), з котрою конкурувала за прихильність батька. Анну постійно посилали на оздоровчі ферми для суцільного відпочинку, благотворних прогулянок, та пари зайвих фунтів. Можливо, страждала від депресії, яка спричиняла розлади шлунку. Попри все Анна була енергійною дитиною з репутацією маленької шкоди. Про Анну у щоденниках батька більше, ніж про інших близьких.
Попри навчання у Літньому ліцеї Відня, від батька та гостей дому Анна вивчила іврит, німецьку, англійську, французьку та італійську. Закінчила освіту у Літньому ліцеї в 1912 році. Страждаючи від депресії, була дуже невпевнена щодо майбутнього фаху. Згодом поїхала до Італії та залишилася з бабусею. Існують свідоцтва, що у 1914 Анна Фройд подорожувала до Англії з метою покращити свою англійську, але була вимушена одразу повернутися через оголошення війни.
У 1914 році Анна Фройд пройшла тест на стажистку у Літньому Ліцеї, якою і працювала з 1915 по 1917 роки.
З 1917 по 1920 роки працювала викладачкою, проте вчительську кар'єру змушена залишити через туберкульоз.
У 1938 році Фройди вимушені полишити Австрію внаслідок посилення переслідування євреїв нацистами у Відні після аншлюсу Австрії гітлерівською Німеччиною. Фройд сама організувала еміграцію родини до Лондона через сильне погіршення здоров'я батька (рак щелепи). В Лондоні продовжила працювати та дбати про батька до його смерті восени 1939 року.
Анна Фройд померла у Лондоні 9 жовтня 1982 року. Була кремована, а попіл був поміщений у мармурову полицю поряд з античною грецькою погребальною урною її батьків. Партнерка Анни Дороті Тіффані-Бьорлінгам та декілька інших Фройдів поховані поряд.

## Психоаналітична кар'єра
В 15 років Анна Фройд почала читати роботи батька. Сон, який вона бачила 'у віці 19 місяців… [знайшовся у] «Тлумаченні сновидінь».
В 1918 році, у 23 роки, Анна Фройд починає психоаналіз у батька, після чого починає серйозно займатись професією. Її аналіз був завершений у 1922 році, і вона представляє його у науковій праці «Фантазії побиття та мрії» перед Віденською психоналітичною спільнотою, до якої пізніше була прийнята. Перша стаття Анни Фройд, "почерпана частково з її власного внутрішнього життя, але це не робить її внесок менш науковим". Фройд ілюструє, як "мрії, які можуть бути сконструйовані свідомо для придушення мастурбації, є несвідомим розвитком оригінальної теми тих самих мастурбаційних фантазій". Раніше З.Фройд описував схожу тему у «Дитині, яку лупцюють» — в якій описав випадок із жінкою, де "детально відпрацьована надструктура мрій, які мають величезне значення для життя, виросла на ґрунті мазохістської фантазії побиття… майже достягаючи рівня справжнього витвору мистецтва".
У 1923 році Анна Фройд починає власну психоаналітичну практику з дітьми.
У 1925 викладає техніку дитячого психоаналізу у Віденському психоаналітичному інституті.
З 1925 по 1934 була Секретаркою Міжнаціональної психоаналітичної асоціації, продовжуючи дитячий аналіз та семінари і конференції з даної теми.
Погляди Анни Фройд на розвиток дитини, описані в 1927 у першій книзі «Введення до техніки дитячого психоаналізу», зіткнулися з поглядами аналітикині Мелані Кляйн, яка відходила від запланованого розвитку Фройдівської школи. Після прибуття до Лондона в 1938 між А. Фройд та Мелані Кляйн почався конфлікт щодо теорій розвитку дитини, кульмінацією якого стали так звані «суперечливі дискусії». Переконання Анни Фройд, що "у дитячому аналізі трансфер відіграє іншу роль… а аналітик не тільки «представляє матір», але й насправді є справжньою другою матір'ю у житті дитини", стало традиційним у психоаналітичному світі.
В 1935 році Фройд очолила Віденський психоаналітичний інститут.
В 1936 Фройд оприлюднила одне зі своїх найвпливовіших досліджень, «Психологія Я та захисні механізми» - про «методи, якими еґо відгороджує невдоволення і тривогу». Ця класична монографія стала основоположною у психології еґо та встановила репутацію Анни Фройд як ведучої теоретикині світового масштабу. Анна Фройд скористалася власним клінічним дослідом, поклавши його теорію З. Фройда. Детальний опис таких захисних механізмів психіки, як регресії, репресії, формації реакції, ізоляції, відміни, проєкції, інтроекції, повороту проти себе, реверсії та сублімації допомогли встановити важливість функцій еґо та концепції захисних механізмів, недостатньо досліджених З. Фройдом.
Друга світова дала можливість Анні Фройд спостерігати вплив нестачі опіки на дітей. У грудні 1940 року під керівництвом Анни Фройд і Дороті Барлінгем був організований Хемпстедській дитячий будинок, робота в якому велася в чотирьох напрямках. По-перше, усунути фізичні та психічні наслідки війни, причинами котрих були авіаційні нальоти, життя в бомбосховищах, на станціях метро, переживання розлуки з батьками та евакуація. Крім того, профілактична робота, щоб спробувати мінімізувати обумовлені війною переживання розлуки. Завдяки спостереженню за дітьми стало можливим вивчати психічні реакції дітей на розлуку і життя в інтернаті. І, нарешті, при Хемпстедському дитбудинку був організований трирічний навчальний курс для виховательок і медсестер. У 1947 році Анна Фройд організувала перші навчальні курси для підготовки дитячих аналітиків(-кинь), «Хемпстедські курси та клініка дитячої терапії».'
З початку 1950-х до кінця життя Фройд регулярно подорожувала до США для читання лекцій, викладання та дружніх контактів. У 1959 її обирають віце-президентом Міжнародного психоаналітичного об'єднання та Почесною Закордонною членом Американської Академії Наук та Мистецтв. У 1970-х Фройд займалась проблемами емоційно облишених та соціально ушкоджених дітей, вивчала відхилення та відставання у розвитку. У Єльській юридичній школі читала семінари з проблем злочинності та сім'ї, що призвело до трансатлантичного співробітництва з Джозефом Голдстейном та Альбертом Солнітом про проблеми дітей та закону, які були опубліковані у науковій праці «Більш ніж у найкращих інтересах дитини» (1973).
Особливу увагу у цій праці приділено останнім рокам дитинства та розвиткові дорослості — "Мене завжди більше приваблював підлітковий період ніж пре-Едіпові фази" — підкреслюючи, як "підвищені інтелектуальні, наукові та філософські інтереси цього періоду репрезентують спроби приборкати потяги". Проблема, яку ставить фізіологічне визрівання, особливо наголошувалась Анною Фройд. «Агресивні імпульси інтенсифікуються до стану повної безконтрольності, голод перетворюється на ненажерливість… Формації реакції, які здавалися надійно вбудованими у структурі еґо, під загрозою повного розпаду».
У 1983 році (через рік після смерті) опублікована колекція праць Фройд. Анна Фройд була «пристрасною та надихаючою вчителькою», і в 1984 році клініку Хемпстеда перейменовано у Центр Анни Фройд. Згідно з її посмертним бажанням, у 1986-му році дім Анни Фройд у Лондоні трансформований у Музей З. Фройда, присвячений психоаналітичному об'єднанню.
На честь науковиці названо астероїд 11299 Аннафройд.

## Праці
В перекладі російською опубліковані такі праці Анни Фройд:
- Фройд А. Вступ до техніки дитячого психоаналізу. — Одесса, 1927.
- Фройд А. Психологія «я» і захисні механізми. — М.: Педагогика, 1993. — 144 с.
- Фройд А., Фройд 3. Дитяча сексуальність і психоаналіз дитячих неврозів (Збірка). Укладач і ред. М. М. Решетніков. — СПб. : В.-Е. Институт Психоанализа, 1995. — 483 с.
- Фройд А. Теорія і практика дитячого психоаналізу, тт. 1-2. — М., 1999.
- Фройд А. Психопатологія дитинства. — М.: NOTA BENE, 2000. — 224 с.
- Фройд А. Дитячий психоаналіз. — СПб.: Питер, 2003. — 477 с.